# Riffelseehütte
Die Riffelseehütte (im Ortsverzeichnis und der Österreichischen Karte Rifflseehütte, vereinzelt auch: Rifflsee Hütte) ist eine Alpenvereinshütte der Sektion Frankfurt am Main des Deutschen Alpenvereins, in den Ötztaler Alpen im österreichischen Tirol.

## Lage
Die Riffelseehütte liegt im oberen Pitztal an der westlichen (also linken) Seite auf 2289 m ü. A. oberhalb des Rifflsees im gleichnamigen Skigebiet. Der Besitzer gibt 2293 m ü. A. an, was der Höhe der Terrasse, von der man eine schöne Aussicht genießen kann, entsprechen dürfte. Der Blick geht vornehmlich auch ins hier abzweigende Taschachtal, an dessen Ende das Taschachhaus liegt; die Zunge des den Bach speisenden Gletschers hat sich inzwischen so weit zurückgezogen, dass sie nurmehr erahnt werden kann.

## Touren

### Übergänge zu anderen Hütten
- über den Cottbuser Höhenweg zur Kaunergrathütte, 2817 m, Gehzeit 3–4 Stunden
- über den Fuldaer Höhenweg zum Taschachhaus, 2434 m, Gehzeit 3–4 Stunden
- über den Offenbacher Höhenweg zum Taschachhaus, Gehzeit 6–7 Stunden[1]
- über das Ölgrubenjoch zum Gepatschhaus, Gehzeit 6–7 Stunden

### Gipfel
- K2, 3253 m, Gehzeit 3–4 Stunden
- Seekogel, 3358 m, Gehzeit 4–5 Stunden
- Löcherkogel 3324 m, Gehzeit 4 Stunden
- Rostizkogel, 3394 m, Gehzeit 4 Stunden
- Wurmtaler Kopf, 3228 m, Gehzeit 4 Stunden[1]